# Sachverständigenrat zur Begutachtung der Entwicklung im Gesundheitswesen
Der Sachverständigenrat zur Begutachtung der Entwicklung im Gesundheitswesen (SVR), auch als Sachverständigenrat Gesundheit & Pflege bezeichnet, ist ein von der Bundesregierung einberufenes Gremium zur wissenschaftlichen Politikberatung im deutschen Gesundheitswesen und publiziert meist alle zwei Jahre Gutachten mit Analysen und Reformvorschlägen.

## Geschichte
Der Sachverständigenrat wurde erstmals am 19. Dezember 1985 berufen, damals unter dem Namen Sachverständigenrat für die Konzertierte Aktion im Gesundheitswesen. Nachdem die Konzertierte Aktion im Gesundheitswesen durch das Gesetz zur Modernisierung der gesetzlichen Krankenversicherung Ende 2003 abgeschafft wurde, erhielt der Sachverständigenrat am 1. Januar 2004 seinen heutigen Namen. Seine gesetzliche Grundlage ist § 142 SGB V.
Die letzte Neubesetzung des Sachverständigenrates erfolgte mit Wirkung zum 1. Februar 2023 durch Bundesgesundheitsminister Karl Lauterbach (SPD).

## Aufgaben
Die gesetzliche Aufgabe des Sachverständigenrats ist die inhaltlich unabhängige Erstellung von Gutachten zur Entwicklung der gesundheitlichen Versorgung mit ihren medizinischen und wirtschaftlichen Auswirkungen. Die Gutachten werden dem Bundesministerium für Gesundheit sowie dem Bundestag und dem Bundesrat vorgelegt. Bisher sind 20 Gutachten erschienen. Eine Reihe von Vorschlägen und Empfehlungen wurde von der Gesundheitspolitik aufgegriffen, wie zum Beispiel die Kassenwahlfreiheit oder die Einführung eines Risikostrukturausgleichs zwischen den gesetzlichen Krankenkassen (GKV).
Gemäß § 142 SGB V entwickelt der Sachverständigenrat "unter Berücksichtigung der finanziellen Rahmenbedingungen und vorhandener Wirtschaftlichkeitsreserven Prioritäten für den Abbau von Versorgungsdefiziten und bestehenden Überversorgungen und zeigt Möglichkeiten und Wege zur Weiterentwicklung des Gesundheitswesens auf; er kann in seine Gutachten Entwicklungen in anderen Zweigen der Sozialen Sicherung einbeziehen. Das Bundesministerium für Gesundheit kann den Gegenstand der Gutachten näher bestimmen sowie den Sachverständigenrat mit der Erstellung von Sondergutachten beauftragen."

## Geschäftsstelle
Die Geschäftsstelle des Sachverständigenrats, die organisatorisch im Bundesministerium für Gesundheit angesiedelt ist, führt die Geschäfte des Rates und arbeitet den jeweiligen Ratsmitgliedern bei der Erstellung der Gutachten wissenschaftlich zu. Die wissenschaftlichen Mitarbeiterinnen und Mitarbeiter der Geschäftsstelle sind insofern als Wissenschaftlicher Stab tätig.

## Ratsmitglieder
Der Rat ist interdisziplinär besetzt und umfasst sieben Mitglieder, die in der Regel für die Dauer von vier Jahren vom Bundesminister für Gesundheit berufen werden. Die Ratsmitglieder müssen über besondere medizinische, gesundheits-, pflege-, wirtschafts- oder sozialwissenschaftliche oder besondere andere wissenschaftliche Qualifikationen, Kenntnisse und Erfahrungen verfügen, die zur Erfüllung des gesetzlichen Auftrags des Rates wesentlich beitragen können.
Die sieben Ratsmitglieder wurden zuletzt mit Wirkung zum 1. Februar 2023 neu berufen. Am 28. Februar 2023 fand die konstituierende Sitzung statt, bei der auch Michael Hallek zum Vorsitzenden gewählt wurde.
- Nils Gutacker, University of York, UK,
- Michael Hallek, Universität zu Köln (Vorsitzender)
- Stefanie Joos, Universität Tübingen
- Melanie Messer, Universität Trier (stellv. Vorsitzende)
- Jonas Schreyögg, Universität Hamburg (stellv. Vorsitzender)
- Jochen Schmitt, Universität Dresden
- Leonie Sundmacher, Technische Universität München

Die Mitglieder von Februar 2019 bis Januar 2023 waren: Ferdinand Gerlach, (Vorsitzender), Wolfgang Greiner, (Stellv. Vorsitzender), Beate Jochimsen, Christof von Kalle, Gabriele Meyer, Jonas Schreyögg, Petra Thürmann.
Frühere Mitglieder waren Eberhard Wille (Vorsitzender von 2002 bis 2012), Marion Haubitz, Doris Schaeffer, Gregor Thüsing, Matthias Schrappe, Gerd Glaeske, Adelheid Kuhlmey, Rolf Rosenbrock, Michael Martin Arnold (Vorsitzender 1988–1992), Wilhelm van Eimeren, Gisela C. Fischer, Astrid Franke,  Peter Helmich, Karl W. Lauterbach, Heinz Losse (verst.), Paul Lüth (verst.), Friedrich-Wilhelm Schwartz (Vorsitzender von 1999 bis 2002), Peter C. Scriba, Ernst Eberhard Weinhold, Klaus-Dirk Henke (Vorsitzender 1992–1998), Günter Neubauer, Martin Pfaff, Hans-Konrad Selbmann, Detlev Zöllner (verst.) und Rosemarie Scheurlen (Vorsitzende von 1986 bis 1988).

## Gutachten seit 2007

### 2007
Das Gutachten mit dem Titel „Kooperation und Verantwortung. Voraussetzungen einer zielorientierten Gesundheitsversorgung“ aus dem Jahr 2007 sollte die weitere Entwicklung von Patientensicherheitsindikatoren, die verpflichtende Veröffentlichung von Qualitätsdaten sowie den Ausbau von finanziellen Anreizsystemen zur qualitätsbezogenen Vergütung fördern. Dabei ging es um eine stärkere eigenständige Leistungserbringung von nicht-ärztlichen Gesundheitsberufen und die integrierte Versorgung. Vorgeschlagen wurde ein Präventionsgesetz für besonders benachteiligte Personengruppen – wie zum Beispiel Arbeitslose, sozial benachteiligte alte Menschen, Obdachlose und Menschen mit HIV/Aids.

### 2009
Im Zentrum des am 30. Juni 2009 an die damalige Bundesgesundheitsministerin Ulla Schmidt überreichten Sondergutachtens standen Koordinationsdefizite der Gesundheitsversorgung. Nachdem der Sachverständigenrat schon in seinem vorhergehenden Gutachten die Integration der bis dahin weitgehend segmentierten Leistungssektoren des ambulanten und stationären Bereichs sowie der Rehabilitation und Pflege empfohlen hatte, ergänzt er dies um nun die generationenspezifische Perspektive: Die absehbare demografische Entwicklung führe zu einer spürbaren Alterung der Gesellschaft und in diesem Kontext insbesondere zu einem stark anwachsenden Anteil hochbetagter, chronisch und mehrfach chronisch erkrankter Menschen. Infolge der Verschiebung der Alterskohorten stehe zudem künftig einer steigenden Nachfrage nach Gesundheitsleistungen ein schrumpfendes Arbeitskräftepotenzial gegenüber, das die in Prävention und Krankenversorgung erforderlichen Leistungen zu erbringen vermöge. Diese Herausforderungen setzten das Versorgungssystem unter zusätzlichen Druck.

### 2012
Das Sondergutachten mit dem Titel "Wettbewerb an der Schnittstelle zwischen ambulanter und stationärer Gesundheitsversorgung" wurde dem damaligen Bundesgesundheitsminister Daniel Bahr am 20. Juni 2012 übergeben. Die Schnittstelle zwischen ambulanter und stationärer Versorgung sei eine der wichtigsten Schwachstellen des deutschen Gesundheitssystems. Der Sachverständigenrat plädierte für eine Steigerung der Kompetenz der Nutzer, ein verbessertes Schnittstellenmanagement, die Stärkung eines populationsorientierten Qualitätswettbewerbs, eine weitere Vereinheitlichung der Wettbewerbsbedingungen an dieser Schnittstelle sowie eine deutliche Ausweitung der Leistungen, die im Rahmen der ambulanten spezialfachärztlichen Versorgung erbracht werden könnten. Überdies schlug der Rat eine Ausweitung von Selektivverträgen und ein Kreditmodell zur Finanzierung von innovativen Versorgungskonzepten vor.

### 2014
Das Gutachten wurde dem damaligen Bundesgesundheitsminister Hermann Gröhe am 23. Juni 2014 übergeben. Der Sachverständigenrat widmete sich darin der ambulanten und stationären Versorgung und der Verbesserung der Versorgung im ländlichen Raum. Er skizzierte Konzepte für "Lokale Gesundheitszentren" und schlug vor, die Vergütung für Landärzte in unterversorgten Regionen um bis zu 50 Prozent zu erhöhen, um stärkere Anreize für eine dortige Tätigkeit zu schaffen. Der Rat regte an, mehr Ärzte zu Fachärzten für Allgemeinmedizin weiterzubilden, um die Grundversorgung auch in der Zukunft sicherzustellen. Weitere Empfehlungen betrafen die Nutzenbewertung von Arzneimitteln und Medizinprodukten sowie Reformen im Bereich der Pflege und der Rehabilitation.

### 2015
Ein Schwerpunkt des Sondergutachtens mit dem Titel "Krankengeld – Entwicklung, Ursachen und Steuerungsmöglichkeiten" waren Analysen zur Entwicklung des von den gesetzlichen Krankenkassen gezahlten Krankengelds sowie der Erkrankungen, die zu Langzeitarbeitsunfähigkeit führen. Der Sachverständigenrat regte in dem Gutachten neben einer Reihe von anderen Empfehlungen an, die Einführung einer Teilarbeitsunfähigkeit und eines Teilkrankengelds in Deutschland nach skandinavischem Vorbild zu prüfen.

### 2018
Der Sachverständigenrat legte bei diesem Gutachten mit dem Titel "Bedarfsgerechte Steuerung der Gesundheitsversorgung" den Fokus auf die Koordination im Gesundheitswesen. Der Rat empfahl darin eine Neustrukturierung der Notfallversorgung in Deutschland mit "Integrierten Leitstellen" (ILS) und "Integrierten Notfallzentren" (INZ). Er plädierte für eine sektorenübergreifende und stärker leistungsorientierte Planung von Kliniken und Praxen. Der Sachverständigenrat sprach sich darüber hinaus für besser koordinierte Behandlungspfade bei Menschen mit psychischen Erkrankungen und mit Rückenschmerzen aus.

### 2021
Das Gutachten mit dem Titel "Digitalisierung für Gesundheit - Ziele und Rahmenbedingungen eines dynamisch lernenden Gesundheitssystems" konzentriert sich auf Digitalisierungsaspekte im deutschen Gesundheitswesen mit einem Fokus auf die Themen Elektronische Patientenakte (ePA), Digitale Gesundheitsanwendungen (DiGAs), Forschungsdaten sowie die digitale Gesundheitskompetenz in Deutschland. Betont werden die Wichtigkeit von Datenschutz, Interoperabilität und EU-weiten Standards sowie die Verfügbarmachung anonymisierter Daten für die Gesundheitsforschung, insbesondere im Kontext der COVID-19-Pandemie. Der Sachverständigenrat fordert, dass die elektronische Patientenakte als Opt-out-Verfahren für jede Person (mit Geburt oder Zuzug) eingerichtet werden sollte.

## Weitere Veröffentlichungen
Im Rahmen der COVID-19-Pandemie meldeten sich im April 2020 die Mitglieder des Sachverständigenrates mit einem "Weckruf" im Spiegel zu Wort und sprechen sich für eine verstärkte Digitalisierung und Vernetzung des deutschen Gesundheitswesens aus und begleiten seither kritisch die Corona-Politik der Bundesregierung.